# Mike White
Michael Christopher "Mike" White, född 28 juni 1970 i Pasadena, är en amerikansk producent, manusförfattare och skådespelare.
White är bland annat känd för sina samarbeten med Jack Black. Black har bland annat medverkat i filmerna Orange County (2002) och School of Rock (2003) som White skrivit, samt Nacho Libre (2006) som White var en av manusförfattarna till.
Förutom filmer har White även skrivit och producerat för TV-serier som Dawson's Creek och Freaks and Geeks.  Han gjorde debut som filmregissör med filmen Year of the Dog (2007), som han också skrivit manus till. Han är upphovsman till dramaserien The White Lotus som hade premiär 2021 och som White fått mycket god kritik för. Han har vunnit tre Emmy Awards för manus, regi och skapandet av White Lotus.

## Privatliv
White är bisexuell. Han är son till Mel White som tidigare var författare inom den kristna högern och som bland annat spökskrev den konservative aktivisten och debattören Jerry Falwells självbiografi. Fadern på senare år själv kommit ut som homosexuell och lämnat den kristna högern.
White är vegan och djurrättsaktivist. Hans film Year of the Dog fick pris från PETA (People for the Ethical Treatment of Animals).

## Filmografi
Produktion
- 2009 – Them
- 2009 – Gentlemen Broncos
- 2007 – Year of the Dog
- 2006 – Nacho Libre
- 2021–2025 – The White Lotus (TV-serie)

Manus
- 2009 – Them
- 2008 – Vernon God Little
- 2007 – Year of the Dog
- 2006 – Nacho Libre
- 2005 – Earth to America
- 2003 – School of Rock
- 2002 – The Good Girl
- 2002 – Orange County
- 2000 – Chuck & Buck
- 1998 – Dead Man on Campus
- 2021–2025 – The White Lotus (TV-serie)

Regi
- 2021–2025 – The White Lotus (TV-serie)

Skådespelare
- 2007 – Smother
- 2005 – Welcome to California
- 2005 – Are You the Favorite Person of Anybody?
- 2004 – The Stepford Wives
- 2003 – School of Rock
- 2002 – The Good Girl
- 2002 – Orange County
- 2000 – Chuck & Buck
- 1997 – Star Maps

Han har även medverkat i tv-serier som Undeclared och Freaks and Geeks.